# Collisione aerea di Dniprodzeržyns'k
Con Collisione aerea di Dniprodzeržyns'k si identifica un incidente aereo avvenuto l'11 agosto 1979 quando due Tupolev Tu-134 della compagnia Aeroflot si scontrarono vicino a Dniprodzeržyns'k, nella RSS Ucraina.

## Gli aerei
Il primo aereo coinvolto era un Tupolev 134AK, marche CCCP-65735, che stava operando un volo civile nazionale Donec'k-Minsk, volando ad una quota di 8400 metri (27600 piedi); c'erano 84 occupanti a bordo, 77 dei quali passeggeri. Il secondo aeromobile era un Tupolev Tu-134A, marche СССР-65816, che stava coprendo l'ultimo tratto di un volo civile nazionale Čeljabinsk–Voronež–Chișinău sotto la divisione Air Moldavia della stessa compagnia, in volo alla stessa altitudine del primo aereo; aveva 94 occupanti a bordo (88 passeggeri e un equipaggio di 6 membri).

## L'incidente
Un controllore di volo aveva segnalato che i due aerei erano in rotta di collisione e aveva ordinato al 65735 di salire a 9000 metri. Il controllore ricevette una risposta smorzata e pensò che fosse una risposta affermativa da parte del 65735, ma in realtà quella comunicazione proveniva da un altro aereo, e i due aerei si scontrarono in uno scenario nuvoloso.
Tutti gli occupanti di entrambi gli aeromezzi perirono nell'incidente, inclusi i 17 giocatori e staff del club di massima serie sovietica Paxtakor.